# Bombardier (stopień)

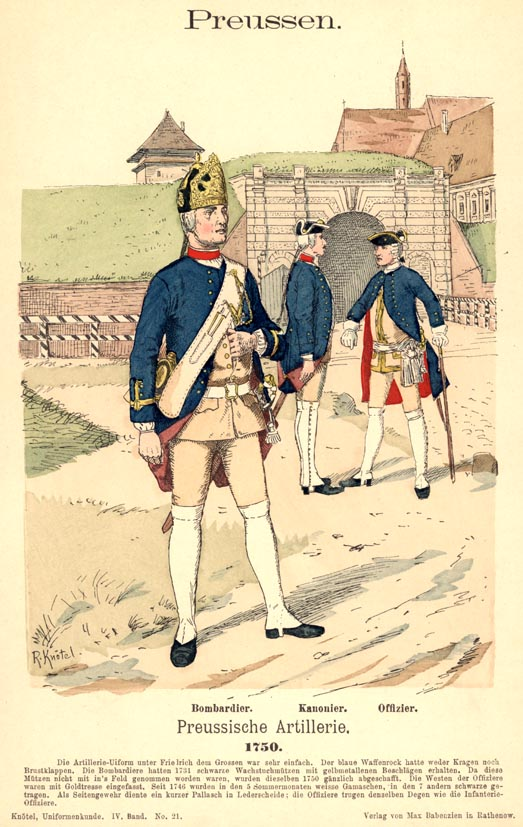
na pierwszym planie, Bombardier pruski z poł. XVIII wieku

Bombardier – odpowiednik stopnia starszego szeregowego w artylerii. Obecnie w Wojsku Polskim nie używany.

## Bombardier w polskim wojsku koronnym
Obowiązki bombardiera i oberbombardiera zawarte były w regulaminie z 1767 w artykule „Powinności każdego z Osobna Artyllerysty podług Stopnia y Urzędu tak względem umieiętności jako y Służby Pańskiey”.

Bombardyera powinność nie tylko być sposobnym do Sprawności z Armatą, Lecz Obowiązany iest y z Moździerzem sposobnie sprawić się w wyrzucaniu z Moździerza Każdego Rodzaiu Bomb, Granatów, Kul Ognistych y innych Machin, Proporcyą Moździerza, Komorę Onego y osadę Zupełną znać należycie, Regulam[in] Calibri, to iest Masztab, powinien iuż iako y Kwadrans sam wydzielić, podług Którego y Rysunek tak Armaty, iako y Moździerza tudzież Hubicy z Członkami przyzwoitemi, Łoże, czyli nasadę z narzędziami wszelkiemi, proporcyonalnie w powinney Mierze odrysować, a Dla nauczenia się Machin Ognistych robić powinien być pomocnikiem Faierwer-kom w ich Każdey Robocie, w Laboratorium, y aby był Zdolny osiągnąć mieyse Faierwerka.

Oberbombardyera powinność jako wybranego z pomiędzy Bombardyerów to iest być zdolnieyszym w Umieiętności nad Bombardyerów, Który Onych dozirać ma, wprawiać do użycia Moździerzów y wszelkich Machin Ognistych, iak Osadzać, nabiiać y ryktować one, a nie tylko do szkodliwych woiennych Ogniów, lecz y do wesołych umiejętnym byćy drugich Bombardierów do tego sposobić w Kompanii, zaś iako iest UnterOjficerem Pierwszego stopnia tak Kanoniera y Bombardyera Każdego w Swey Kompanii powinien Ku należytey Służbie doglądać, Ochędóstwa wszelkiego przestrzegać y być pilnym Officerskich rozkazów, Rewizyą Gospod czynić y Starszych UnterOfftcerów zlecenia wypełniać, maiąc zawsze przy sobie Rolą Kanonierów, podług którey ma potrzebę y Służbę Pańską, wykommenderowani Być maią bądź to przy Ceughauzie w Garnizonie, bądź w Obozowaniu.

## Bombardier w polskim wojsku po I wojnie światowej
5 sierpnia 1919 roku Minister Spraw Wojskowych zatwierdził tytulaturę stopni podoficerskich i żołnierskich w artylerii. Stopień bombardiera w artylerii był odpowiednikiem stopnia starszego żołnierza w piechocie.
Ustawa z dnia 6 czerwca 1958 r. o służbie wojskowej szeregowców i podoficerów Sił Zbrojnych  zasadniczo nie przewidywała stopnia bombardiera, ale nadawała Ministrowi Obrony Narodowej prawo ustalania – w drodze rozporządzenia – innych nazw stopni wojskowych. Późniejsza Ustawa z dnia 21 listopada 1967 r. o powszechnym obowiązku obrony Polskiej Rzeczypospolitej Ludowej również nie przewidywała stopnia bombardiera, ale tak jak poprzednia dawała ministrowi prawo ustalania innych nazw stopni. Żołnierze-artylerzyści w Ludowym Wojsku Polskim w praktyce tytułowani byli (w zależności od stopnia) kanonierami, bombardierami, a także ogniomistrzami i starszymi ogniomistrzami. W lipcu 1994 r. Minister Obrony Narodowej decyzją nr 62/MON opublikował nowy Regulamin ogólny Sił Zbrojnych RP (sygn. Szt.Gen. 1426/94), w którym nie zamieścił wykazu stopni wojskowych; obowiązywały tylko te stopnie wojskowe, które znajdowały się w Art. 74 Ustawy z 21 listopada 1967 o powszechnym obowiązku obrony Rzeczypospolitej Polskiej.
Ustawa o powszechnym obowiązku obrony Rzeczypospolitej Polskiej w wersji z 2016 roku wciąż nie przewidywała takiego stopnia, ale w roku 2017 był rozważany projekt MON wprowadzenia zmian w tej ustawie, zmierzających m.in. do przywrócenia tradycyjnych stopni (w tym stopnia bombardiera) w nawiązaniu do zbliżającej się setnej rocznicy odzyskania niepodległości. Ostatecznie projekt ten nie został jednak przyjęty.
Obowiązująca od roku 2022 Ustawa z dnia 11 marca 2022 r. o obronie Ojczyzny również nie przewiduje stopnia bombardiera.